# LINQ
LINQ (Abkürzung für Language Integrated Query; Aussprache Link) ist ein programmtechnisches Verfahren von Microsoft zum Zugriff auf Daten. LINQ wurde federführend von Erik Meijer entwickelt und erschien erstmals mit .NET Framework 3.5.

## Ziel von LINQ
Die Daten, auf die ein Programm zugreift, stammen aus unterschiedlichen Quellen. Dazu gehören
- interne Quellen wie Felder sowie Objekt-Listen und -Hierarchien;
- externe Quellen wie XML-Dokumente, Datenbanktabellen, Textdateien, Excel-Dateien, E-Mail-Nachrichten, SharePoint-Listen und viele andere.

Jede dieser Datenquellen hat ihre eigenen Zugriffsmethoden. Dies führt dazu, dass sich der Programmierer in jedem Einzelfall mit den Details der jeweiligen Methode beschäftigen muss. Ferner muss jedes Mal das Programm geändert werden, wenn Daten aus einer Quelle in eine Quelle eines anderen Typs verschoben werden.
LINQ versucht dieses Problem zu beseitigen, indem es innerhalb des .Net-Frameworks eine einheitliche Methode für jeglichen Datenzugriff zur Verfügung stellt. Die Syntax der Abfragen in LINQ ist ähnlich der von SQL. Im Unterschied zu SQL stellt LINQ jedoch auch Sprachelemente zur Verfügung, die zum Zugriff auf hierarchische und Netzwerk-Strukturen geeignet sind, indem sie die dort vorhandenen Beziehungen ausnutzen.

## Arbeitsweise

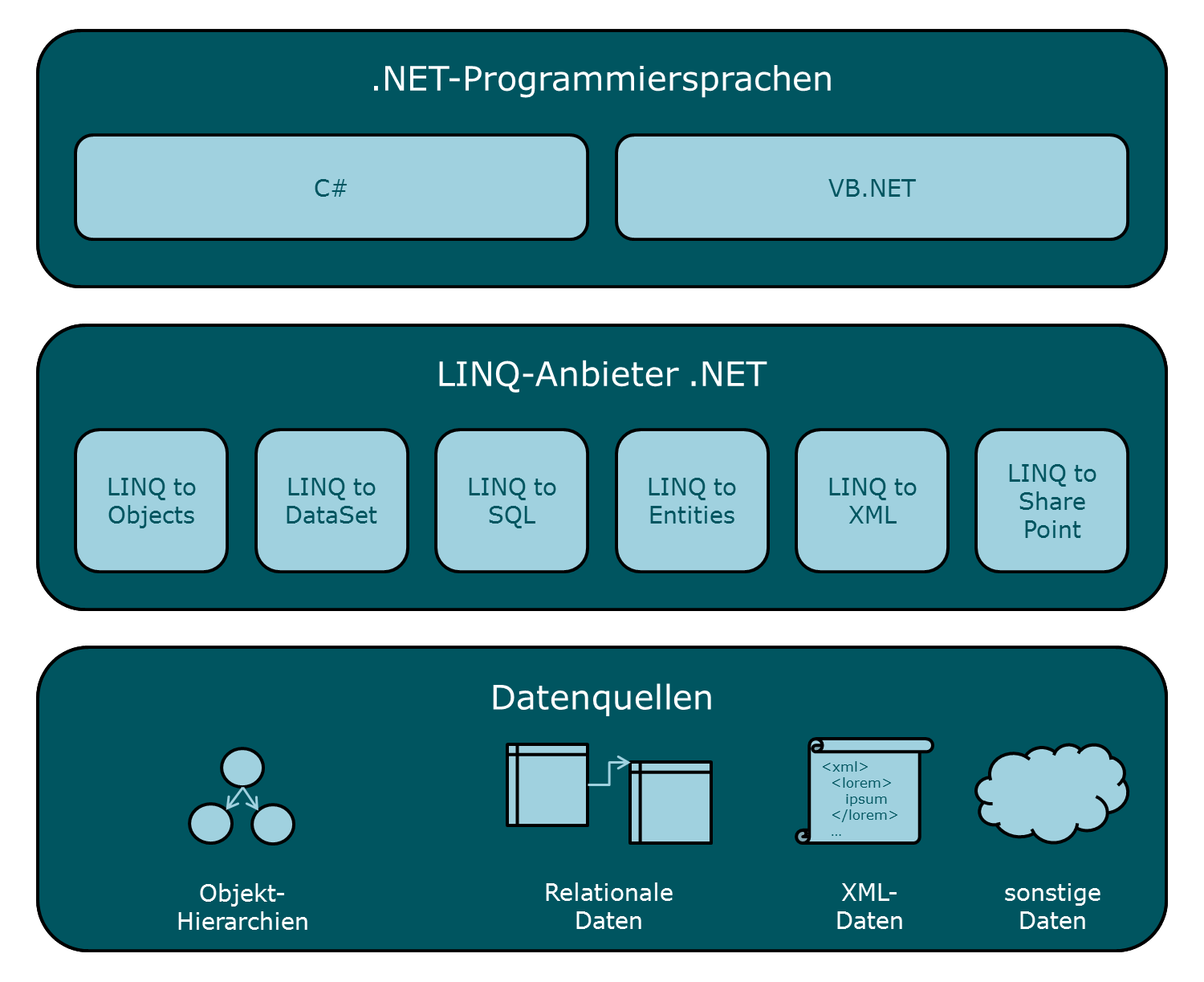
Wichtige LINQ-Anbieter

LINQ ist eine Sammlung von Erweiterungsmethoden, die auf Monaden operieren. Zudem gibt es in einigen .NET-Sprachen wie C#, VB.NET und F# eigene Schlüsselwörter für eine vorbestimmte Menge an LINQ-Methoden. Monaden werden in .NET als generische Klassen oder Interfaces mit einzelnem Typargument (z. B. IEnumerable<T>, IObservable<T>) abgebildet.
LINQ-Anweisungen sind unmittelbar als Quelltext in .NET-Programme eingebettet. Somit kann der Code durch den Compiler auf Fehler geprüft werden. Andere Verfahren wie ADO und ODBC hingegen verwenden Abfragestrings. Diese können erst zur Laufzeit interpretiert werden; dann wirken Fehler gravierender und sind schwieriger zu analysieren.
Innerhalb des Quellprogramms in C# oder VB.NET präsentiert LINQ die Abfrage-Ergebnisse als streng typisierte Aufzählungen. Somit gewährleistet es Typsicherheit bereits zur Übersetzungszeit.
Sogenannte LINQ-Anbieter (englisch LINQ provider) übersetzen die LINQ-Anweisungen in die speziellen Zugriffsmethoden der jeweiligen Datenquelle. Innerhalb der .NET-Plattform stehen unter anderem folgende Anbieter zur Verfügung:
- LINQ to Objects zum Zugriff auf Objektlisten und -Hierarchien im Arbeitsspeicher
- LINQ to SQL zur Abfrage und Bearbeitung von Daten in MS-SQL-Datenbanken
- LINQ to Entities zur Abfrage und Bearbeitung von Daten im relationalen Modell von ADO.NET;[13]
- LINQ to XML zum Zugriff auf XML-Inhalte
- LINQ to DataSet zum Zugriff auf ADO.NET-Datensammlungen und -Tabellen
- LINQ to SharePoint zum Zugriff auf SharePoint-Daten.[14]

## Wichtige Konzepte
Die Beispiele sind, sofern nicht anders angegeben, in C#.

### Verzögerte Auswertung
LINQ-Ausdrücke werden nicht bei ihrer Definition ausgeführt, sondern wenn der Wert abgefragt wird. Dies wird als Lazy Evaluation (auch deferred evaluation) bezeichnet. Dadurch kann die Abfrage auch mehrfach verwendet werden.
```
var
 
numbers
 
=
 
new
 
List
<
int
>
()
 
{
1
,
2
,
3
,
4
};
 
// list with 4 numbers

// query is defined but not evaluated

var
 
query
 
=
 
from
 
x
 
in
 
numbers

            
select
 
x
;

numbers
.
Add
(
5
);
 
// add a 5th number

// now the query gets evaluated

Console
.
WriteLine
(
query
.
Count
());
 
// 5

numbers
.
Add
(
6
);
 
// add a 6th number

Console
.
WriteLine
(
query
.
Count
());
 
// 6

```

Die verzögerte Auswertung kann auf verschiedene Weisen implementiert werden. Beispielsweise verwendet LINQ to Objects Delegates, während LINQ to SQL stattdessen das IQueryable<T>-Interface implementiert. Um die Veränderung des Ergebnisses der Abfrage zu verhindern, muss diese in einen anderen Typ konvertiert (englisch: conversion) werden. Hierzu dienen Konvertierungsmethoden wie AsEnumerable(), ToArray(), ToList(), ToDictionary(), ToLookup() usw.
Falls die LINQ-Abfrage eine Funktion aufruft, die eine Ausnahmebehandlung erfordert, so muss der Try-Catch-Block die Verwendung der Abfrage umklammern und nicht deren Erstellung.

### Auflösung von Erweiterungsmethoden
LINQ-Funktionen werden als Erweiterungsmethoden (englisch: extension method) implementiert. Gegeben sei eine Aufzählung von Elementen eines Typs:
Über eine Erweiterungsmethode kann nun etwa die Where()-Methode zur Filterung nach beliebigen Kriterien (re-)implementiert werden:
```
public
 
static
 
class
 
EnumerableExtensions

{

   
public
 
static
 
IEnumerable
<
T
>
 
Where
<
T
>
(
this
 
IEnumerable
<
T
>
 
source
,
 
Func
<
T
,
 
bool
>
 
predicate
)

   
{

      
foreach
 
(
var
 
element
 
in
 
source
)

      
{

        
if
 
(
predicate
(
element
))
 
yield
 
return
 
element
;

      
}

   
}

}

```

Bestimmte .NET-Sprachen besitzen eigene Schlüsselwörter, um die Methoden aufzurufen:
```
var
 
query
 
=

   
from
 
e
 
in
 
employees

   
where
 
e
.
DepartmentId
 
==
 
5

   
select
 
e
;

```

Diese Schlüsselwörter werden vom Compiler in die entsprechenden Methodenaufrufe aufgelöst:
```
var
 
query
 
=
 
employees
.
Where
(
e
 
=>
 
e
.
DepartmentId
 
==
 
5
).
Select
(
e
 
=>
 
e
);

```

Da es sich um Erweiterungsmethoden handelt, muss der Compiler die Methodenaufrufe in einen Aufruf der Methoden der passenden Erweiterungsklasse auflösen:
```
var
 
query
 
=
 
Enumerable
.
Select
(
EnumerableExtensions
.
Where
(
employees
,
 
e
 
=>
 
e
.
DepartmentId
 
==
 
5
),
 
e
 
=>
 
e
);

```

## Wichtige Operatoren

### From
From definiert die Datenquelle einer Abfrage (query) oder Unterabfrage (subquery), sowie eine Bereichsvariable (range variable) die ein einzelnes Element der Datenquelle (data source) repräsentiert.
```
from
 
rangeVariable
 
in
 
dataSource

// ...

```

Abfragen können mehrere from-Operationen besitzen, um Joins von mehreren Datenquellen zu ermöglichen. Hierbei gilt zu beachten, dass die Join-Bedingung bei mehreren from-Operationen durch die Datenstruktur definiert wird und sich vom Konzept eines Joins in Relationalen Datenbanken unterscheidet.
```
var
 
queryResults
 
=

   
from
 
c
 
in
 
customers

   
from
 
o
 
in
 
orders

   
select
 
new
 
{
 
c
.
Name
,
 
o
.
OrderId
,
 
o
.
Price
 
};

```

oder kürzer:
```
var
 
queryResults
 
=

   
from
 
c
 
in
 
customers
,
 
o
 
in
 
orders

   
select
 
new
 
{
 
c
.
Name
,
 
o
.
OrderId
,
 
o
.
Price
 
};

```

### Where
Where definiert einen Filter auf den auszuwählenden Daten.
```
var
 
queryResults
 
=

   
from
 
c
 
in
 
customers

   
from
 
o
 
in
 
orders

   
where
 
o
.
Date
 
>
 
DateTime
.
Now
 
-
 
TimeSpan
.
FromDays
(
7
)

   
select
 
new
 
{
 
c
.
Name
,
 
o
.
OrderId
,
 
o
.
Price
 
};

```

### Select
Select definiert eine Projektion bzw. die Form des Ergebnisses der LINQ-Abfrage.
Häufig wird eine Teilmenge von Eigenschaften projiziert, wobei dafür anonyme Klassen verwendet werden (d. h. new { …, … }) bzw. ab C# 7.0 auch Wertetupel ((…, …)).

### Group
Group wird verwendet um Elemente nach einem bestimmten Schlüssel zu gruppieren:
```
var
 
groupedEmployees
 
=

   
from
 
e
 
in
 
Employees

   
group
 
e
 
by
 
e
.
Department
;
 
// group by department

```

Als Schlüssel kann auch ein anonymer Typ verwendet werden, der sich aus mehreren Schlüsseln zusammensetzt:
```
var
 
groupedEmployees
 
=

   
from
 
e
 
in
 
Employees

   
group
 
e
 
by
 
new
 
{
 
e
.
Department
 
,
 
e
.
Age
 
};
 
// group by department and age

```

### Into
Into kann verwendet werden um das Ergebnis einer select, group oder join-Operation in einer temporären Variable zu speichern.
```
var
 
groupedEmployees
 
=

   
from
 
e
 
in
 
Employees

   
group
 
e
 
by
 
e
.
Department
 
into
 
EmployeesByDepartment

   
select
 
new
 
{
 
Department
 
=
 
EmployeesByDepartment
.
Key
,
 
EmployeesByDepartment
.
Count
()
 
};

```

### OrderBy und ThenBy
OrderBy und ThenBy wird verwendet, um eine Liste von Elementen in aufsteigender Reihenfolge zu sortieren.
```
var
 
groupedEmployees
 
=

   
from
 
e
 
in
 
Employees

   
orderby
 
e
.
Age
 
// order employees by age; youngest first

   
thenby
 
e
.
Name
 
// order same-age employees by name; sort A-to-Z

   
select
 
e
;

```

Mit Hilfe von OrderByDescending und ThenByDescending wird die Liste in absteigender Reihenfolge sortiert:
```
var
 
groupedEmployees
 
=

   
from
 
e
 
in
 
Employees

   
orderby
 
e
.
Age
 
descending
 
// oldest first

   
thenby
 
e
.
Name
 
descending
 
// sort Z-to-A

   
select
 
e
;

```

### Reverse
Reverse kehrt die Reihenfolge der Elemente um.

### Join
Join ermöglicht Inner Joins, Group Joins und Left Outer Joins.
Inner Join
Ein Inner Join bildet die äußere Datenquelle auf die innere Datenquelle ab und liefert ein „flaches“ Ergebnis zurück. Elemente der äußeren Datenquelle, zu denen kein passendes Element der inneren Datenquelle existiert, werden verworfen.
```
var
 
productCategories
 
=

   
from
 
c
 
in
 
categories
 
// outer datasource

   
join
 
p
 
in
 
products
 
// inner datasource

   
on
 
c
.
CategoryId
 
equals
 
p
.
CategoryId
 
// categories without products are ignored

   
select
 
new
 
{
 
c
.
CategoryName
,
 
p
.
ProductName
 
};

```

Group Join
Ein Group Join erzeugt eine hierarchische Ergebnismenge. Hierbei werden die Elemente der inneren Datenquelle mit den entsprechenden Elementen der äußeren Datenquelle gruppiert. Elemente zu denen kein entsprechendes Element der äußeren Datenquelle existiert, werden mit einem leeren Array verbunden.
```
var
 
productCategories
 
=

   
from
 
c
 
in
 
categories

   
join
 
p
 
in
 
products

   
on
 
c
.
CategoryId
 
equals
 
p
.
CategoryId

   
into
 
productsInCategory

   
select
 
new
 
{
 
c
.
CategoryName
,
 
Products
 
=
 
productsInCategory
 
};

```

Ein Group Join ist in SQL nicht abbildbar, da SQL keine hierarchische Ergebnismenge zulässt. VB.NET besitzt mit Group Join ein eigenes Schlüsselwort.
Left Outer Join
Ein Left Outer Join bildet die äußere Datenquelle auf die innere Datenquelle ab und liefert ein „flaches“ Ergebnis zurück. Elemente der äußeren Datenquelle, zu denen kein passendes Element der inneren Datenquelle existiert, werden mit einem Standardwert versehen. Um den Standardwert zu definieren, wird die DefaultIfEmpty()-Erweiterungsmethode verwendet, die leere Aufzählungen in eine einelementige Aufzählung mit einem Standardwert wandelt:
```
var
 
productCategories
 
=

   
from
 
c
 
in
 
categories

   
join
 
p
 
in
 
products

   
on
 
c
.
CategoryId
 
equals
 
p
.
CategoryId

   
into
 
productsInCategory

   
from
 
pic
 
in
 
productsInCategory
.
DefaultIfEmpty
(

      
new
 
Product
(
CategoryId
 
=
 
0
,
 
ProductId
 
=
 
0
,
 
ProductName
 
=
 
String
.
Empty
))

   
select
 
new
 
{
 
c
.
CategoryName
,
 
p
.
ProductName
 
};

```

### Let
Let ermöglicht es das Ergebnis einer Teilabfrage in einer Variable zu speichern, um diese später in der Abfrage verwenden zu können.
```
var
 
ordersByProducts
 
=

   
from
 
c
 
in
 
categories

   
join
 
p
 
in
 
products

   
on
 
c
.
CategoryId
 
equals
 
p
.
CategoryId

   
into
 
productsByCategory

   
let
 
ProductCount
 
=
 
productsByCategory
.
Count
()

   
orderby
 
ProductCount

   
select
 
new
 
{
 
c
.
CategoryName
,
 
ProductCount
 
};

```

### Any
Any wird verwendet, um festzustellen, ob eine Sequenz leer ist oder ein bestimmtes Prädikat enthält.
```
bool
 
containsAnyElements
 
=
 
Enumerable
.
Empty
<
int
>
().
Any
();
 
// false

bool
 
containsSix
 
=
 
Enumerable
.
Range
(
1
,
10
).
Any
(
x
 
=>
 
x
 
==
 
6
);
 
// true

```

### Contains
Contains wird verwendet, um festzustellen, ob ein bestimmter Wert in einer Sequenz enthalten ist.
```
bool
 
containsSix
 
=
 
Enumerable
.
Range
(
1
,
10
).
Contains
(
6
);
 
// true

```

### Skip und Take
Skip wird verwendet, um eine bestimmte Anzahl von Elementen einer Sequenz zu überspringen. Take wird verwendet, um eine maximale Anzahl von Elementen einer Sequenz auszuwählen.
```
IEnumerable
<
int
>
 
Numbers
 
=
 
Enumerable
.
Range
(
1
,
10
).
Skip
(
2
).
Take
(
5
);
 
// {3,4,5,6,7}

```

Zusätzlich sind die Erweiterungsmethoden SkipWhile() und TakeWhile() definiert, für die in VB.NET eigene Schlüsselwörter definiert sind. Diese Methoden erlauben die Verwendung eines Prädikats, welches definiert welche Elemente übersprungen bzw. ausgewählt werden.

### Distinct
Distinct wird verwendet, um eindeutige Elemente einer Sequenz auszuwählen.
```
IEnumerable
<
int
>
 
MultipleNumbers
 
=
 
new
 
List
<
int
>
()
 
{
0
,
1
,
2
,
3
,
2
,
1
,
4
};

IEnumerable
<
int
>
 
DistinctNumbers
 
=
 
MultipleNumbers
.
Distinct
();
 
// {0,1,2,3,4}

```

### Union, Intersect und Except
Für eine Liste von Elementen können die Mengenoperatoren Union, Intersect und Except eingesetzt werden:
```
var
 
NumberSet1
 
=
 
{
1
,
5
,
6
,
9
};

var
 
NumberSet2
 
=
 
{
4
,
5
,
7
,
11
};

var
 
union
 
=
 
NumberSet1
.
Union
(
NumberSet2
);
 
// 1,5,6,9,4,7,11

var
 
intersect
 
=
 
NumberSet1
.
Intersect
(
NumberSet2
);
 
// 5

var
 
except
 
=
 
NumberSet1
.
Except
 
(
NumberSet2
);
 
// 1,6,9

```

### Aggregate
Aggregate wird verwendet, um eine Aggregat-Funktion auf eine Datenquelle anzuwenden.
```
var
 
nums
 
=
 
new
[]{
1
,
2
,
3
,
4
,
5
};

var
 
sum
 
=
 
nums
.
Aggregate
(
 
(
a
,
b
)
 
=>
 
a
 
+
 
b
);
 
// sum = 1+2+3+4+5 = 15

```

Zudem sind wichtige Aggregat-Funktionen vordefiniert. Vordefinierte Aggregat-Funktionen sind etwa Count(), LongCount(), Sum(), Min(), Max() und Average().

### Zip
Zip kombiniert zwei Sequenzen miteinander, bis eine Sequenz zu Ende ist.
```
IEnumerable
<
string
>
 
Days
 
=
 
new
 
List
<
string
>
()
 
{
 
"Monday"
,
 
"Tuesday"
,
 
"Wednesday"
,
 
"Thursday"
,
 
"Friday"
,
 
"Saturday"
,
 
"Sunday"
};

IEnumerable
<
int
>
 
Numbers
 
=
 
Enumerable
.
Range
(
1
,
10
);
 
// {1,2,3,4,5,6,7,8,9,10}

// Numbers 8..10 will be ignored

IEnumerable
<
string
>
 
NumberedDays
 
=
 
Days
.
Zip
(
Numbers
,
 
(
day
,
 
number
)
 
=>
 
String
.
Format
(
"{0}:{1}"
,
 
number
,
 
day
)
 
);
 
// {"1:Monday", "2:Tuesday", ..., "7:Sunday"}

```

### Concat
Concat hängt an eine Sequenz eine weitere Sequenz gleichen Typs.

### SequenceEqual
SequenceEqual prüft, ob zwei Sequenzen die gleiche Länge aufweisen und ob die Elemente an der jeweiligen Position der entsprechenden Sequenzen gleich sind. Zum Vergleich wird entweder das IEqualityComparer<T> Interface, die Equals()-Methode von TSource oder die GetHashCode()-Methode abgefragt.

### SelectMany
SelectMany wird im Wesentlichen dazu eingesetzt, eine Hierarchie abzuflachen. SelectMany funktioniert hierbei wie der Bind-Operator >>=, auch shovel (Schaufel) genannt, in Haskell.
```
class
 
Book

{

   
public
 
string
 
Title
 
{
 
get
;
 
set
;
 
}

   
public
 
List
<
Author
>
 
Authors
 
{
 
get
;
 
set
;
 
}

}

class
 
Author

{

   
public
 
string
 
Name
 
{
 
get
;
 
set
;
 
}

}

class
 
Foo

{

   
public
 
IEnumerable
<
string
>
 
GetAuthorsFromBooks
(
IEnumerable
<
Book
>
 
books
)

   
{

      
// Input-Monad:  Enumerable Book Author

      
// Output-Monad: Enumerable Author

      
return
 
books
.
SelectMany
(
 
book
 
=>
 
book
.
Authors
);

   
}

}

```

Ein typischer Anwendungsfall für die Abflachung einer Hierarchie ist es, alle Dateien in einem Verzeichnis sowie den Unterverzeichnissen des Verzeichnisses aufzulisten.
```
IEnumerable
<
string
>
 
GetFilesInSubdirectories
(
string
 
rootDirectory
)

{

   
var
 
directoryInfo
 
=
 
new
 
DirectoryInfo
(
rootDirectory
);
 
// get the root directory

   
return
 
directoryInfo
.
GetDirectories
()
 
// get directories in the root directory

                       
.
SelectMany
(
dir
 
=>
 
GetFilesInSubdirectories
(
dir
.
FullName
))
 
// recursively flattening the hierarchy of directories

                       
.
Concat
(
directoryInfo
.
GetFiles
().
Select
(
file
 
=>
 
file
.
FullName
));
 
// get the file name for each file in the directories

}

```

### Skalar-Selektoren
LINQ definiert verschiedene Selektoren für skalare Ergebnisse:
| Methode               | Ergebnis |
| --------------------- | --- |
| ElementAt(n)          | Gibt das n-te Element zurück, falls die Anfrage ein oder mehrere Ergebnisse liefert. Wirft eine Exception, falls weniger als n Ergebnisse zurückgeliefert werden.                                        |
| ElementAtOrDefault(n) | Gibt das n-te Element zurück, falls die Anfrage ein oder mehrere Ergebnisse liefert. Gibt den Standardwert zurück, falls weniger als n Ergebnisse zurückgeliefert werden.                                |
| First()               | Gibt das erste Element zurück, falls die Anfrage ein oder mehrere Ergebnisse liefert. Wirft eine Exception, falls keine Ergebnisse zurückgeliefert werden.                                               |
| FirstOrDefault()      | Gibt das erste Element zurück, falls die Anfrage ein oder mehrere Ergebnisse liefert. Gibt den Standardwert zurück, falls keine Ergebnisse zurückgeliefert werden.                                       |
| Last()                | Gibt das letzte Element zurück, falls die Anfrage ein oder mehrere Ergebnisse liefert. Wirft eine Exception, falls keine Ergebnisse zurückgeliefert werden.                                              |
| LastOrDefault()       | Gibt das letzte Element zurück, falls die Anfrage ein oder mehrere Ergebnisse liefert. Gibt den Standardwert zurück, falls keine Ergebnisse zurückgeliefert werden.                                      |
| Single()              | Gibt das eine Element zurück, welches die Anfrage liefert. Wirft eine Exception, falls keine oder mehrere Ergebnisse zurückgeliefert werden.                                                             |
| SingleOrDefault()     | Gibt das eine Element zurück, welches die Anfrage liefert. Gibt den Standardwert zurück, falls keine Ergebnisse geliefert werden. Wirft eine Exception, falls mehrere Ergebnisse zurückgeliefert werden. |

## Erweitern von LINQ

### Definition eigener Monaden
LINQ kann auf beliebige Monaden angewendet werden. Monaden sind hierbei Adapter (englisch: wrapper) für einen bestimmten Typ. Vordefinierte Monaden sind z. B. IEnumerable<T>, IList<T>, Nullable<T> und Task<T>.
Jedoch können auch eigene Monaden wie z. B. IRepository<T> oder IHandler<T> erstellt werden, um die Funktionalität von LINQ zu erweitern. Hierfür müssen passende Erweiterungsmethoden definiert werden. Die Verwendung von Monaden dient hierbei dazu die Menge an Boilerplate-Code zu reduzieren.

#### Identität
Die einfachste Monade ist die Identität, welche in .NET üblicherweise als Identity<T> bezeichnet wird:
```
public
 
class
 
Identity
<
T
>

{

    
public
 
T
 
Value
 
{
 
get
;
 
private
 
set
;
 
}

    
public
 
Identity
(
T
 
value
)

    
{

        
Value
 
=
 
value
;

    
}

}

```

Für diese Klasse lassen sich nun die folgenden Erweiterungsmethoden erstellen:
```
// Unit-Methode

// Konvertiert einen beliebigen Wert in eine Identität

public
 
static
 
Identity
<
T
>
 
ToIdentity
<
T
>
(
this
 
T
 
value
)

{

   
return
 
new
 
Identity
<
T
>
(
value
);

}

// Bind-Methode

// Verknüpft Funktionen die eine Identität zurückgeben

public
 
static
 
Identity
<
B
>
 
Bind
<
A
,
 
B
>
(
this
 
Identity
<
A
>
 
m
,
 
Func
<
A
,
 
Identity
<
B
>>
 
f
)

{

    
return
 
f
(
m
.
Value
);

}

```

Diese Monade kann nun als Lambda-Ausdruck (als Arbitrary Composition) verwendet werden:
```
var
 
hello
 
=
 
"Hello"
.
ToIdentity
().
Bind
(
h
 
=>
 
"Monad"
.
ToIdentity
().
Bind
(
 
m
 
=>
 
String
.
Format
(
"{0} {1}!"
,
 
h
,
 
m
)
 
));

Console
.
WriteLine
(
hello
.
Value
);
 
// "Hello Monad!"

```

Um die Monade in LINQ verwenden zu können, muss eine SelectMany()-Erweiterungsmethode implementiert werden. Diese ist lediglich ein Alias für Bind(). Es besteht daher die Möglichkeit
1. die Bind()-Methode umzubenennen bzw. zu kapseln
2. die Bind()-Methode mit Funktionskomposition zu erstellen und umzubenennen bzw. zu kapseln
3. beides:

```
// SelectMany = Bind

public
 
static
 
Identity
<
B
>
 
SelectMany
<
A
,
 
B
>
(
this
 
Identity
<
A
>
 
m
,
 
Func
<
A
,
 
Identity
<
B
>>
 
f
)

{

    
return
 
Bind
(
m
,
 
f
);

    
// alternativ mit aufgelöstem Bind():

    
// return f(m.Value);

}

// Bind mit Funktionskomposition

public
 
static
 
Identity
<
C
>
 
SelectMany
<
A
,
 
B
,
 
C
>
(
this
 
Identity
<
A
>
 
m
,
 
Func
<
A
,
 
Identity
<
B
>>
 
f
,
 
Func
<
A
,
 
B
,
 
C
>
 
select
)

{

    
return
 
select
(
m
.
Value
,
 
m
.
Bind
(
f
).
Value
).
ToIdentity
();

    
// alternativ mit aufgelöstem Bind():

    
// return select(m.Value, f(m.Value).Value).ToIdentity();

}

```

Die Monade kann nun mit Hilfe von LINQ-Schlüsselwörtern verarbeitet werden:
```
var
 
hello
 
=
 
from
 
h
 
in
 
"Hello"
.
ToIdentity
()

            
from
 
m
 
in
 
"Monad"
.
ToIdentity
()

            
select
 
String
.
Format
(
"{0} {1}!"
,
 
h
,
 
m
);

Console
.
WriteLine
(
hello
.
Value
);
 
// "Hello Monad!"

```

#### Maybe
Eine weitere einfache Monade ist  Maybe<T>, welche ähnlich funktioniert wie die Nullable<T>-Struktur. Die Maybe-Monade lässt sich hierbei auf verschiedene Arten implementieren:
Variante 1
HasValue-Eigenschaft bestimmt ob Maybe Nothing (d. h. leer) ist.
Definition der Monade:
```
class
 
Maybe
<
T
>

{

    
public
 
readonly
 
static
 
Maybe
<
T
>
 
Nothing
 
=
 
new
 
Maybe
<
T
>
();

    
public
 
T
 
Value
 
{
 
get
;
 
private
 
set
;
 
}

    
public
 
bool
 
HasValue
 
{
 
get
;
 
private
 
set
;
 
}

    
Maybe
()

    
{

        
HasValue
 
=
 
false
;

    
}

    
public
 
Maybe
(
T
 
value
)

    
{

        
Value
 
=
 
value
;

        
HasValue
 
=
 
true
;

    
}

    
public
 
override
 
string
 
ToString
()

    
{

        
return
 
(
HasValue
)
 
?
 
Value
.
ToString
()
 
:
 
String
.
Empty
;

    
}

}

```

Definition der Unit-Methode:
```
public
 
static
 
Maybe
<
T
>
 
ToMaybe
<
T
>
(
this
 
T
 
value
)

{

    
return
 
new
 
Maybe
<
T
>
(
value
);

}

```

Definition der Bind-Methode:
```
private
 
static
 
Maybe
<
U
>
 
Bind
<
T
,
 
U
>
(
this
 
Maybe
<
T
>
 
m
,
 
Func
<
T
,
 
Maybe
<
U
>>
 
f
)

{

    
return
 
(
m
.
HasValue
)
 
?
 
f
(
m
.
Value
)
 
:
 
Maybe
<
U
>
.
Nothing
;

}

public
 
static
 
Maybe
<
U
>
 
SelectMany
<
T
,
 
U
>
(
this
 
Maybe
<
T
>
 
m
,
 
Func
<
T
,
 
Maybe
<
U
>>
 
f
)

{

    
return
 
Bind
<
T
,
 
U
>
(
m
,
 
f
);

}

public
 
static
 
Maybe
<
C
>
 
SelectMany
<
A
,
 
B
,
 
C
>
(
this
 
Maybe
<
A
>
 
m
,
 
Func
<
A
,
 
Maybe
<
B
>>
 
f
,
 
Func
<
A
,
 
B
,
 
C
>
 
select
)

{

    
return
 
m
.
Bind
(
x
 
=>
 
f
(
x
).
Bind
(
y
 
=>
 
select
(
x
,
y
).
ToMaybe
()));

}

```

Verwendung:
```
// null-propagation of nullables

var
 
r
 
=
 
from
 
x
 
in
 
5.
ToMaybe
()

        
from
 
y
 
in
 
Maybe
<
int
>
.
Nothing

        
select
 
x
 
+
 
y
;

Console
.
WriteLine
(
r
.
Value
);
 
// String.Empty

```

Variante 2
konkreter Typ bestimmt ob Nothing oder Something
Definition der Monade:
```
public
 
interface
 
Maybe
<
T
>
{}

public
 
class
 
Nothing
<
T
>
 
:
 
Maybe
<
T
>

{

    
public
 
override
 
string
 
ToString
()

    
{

        
return
 
String
.
Empty
;

    
}

}

public
 
class
 
Something
<
T
>
 
:
 
Maybe
<
T
>

{

    
public
 
T
 
Value
 
{
 
get
;
 
private
 
set
;
 
}

    
public
 
Something
(
T
 
value
)

    
{

        
Value
 
=
 
value
;

    
}

    
public
 
override
 
string
 
ToString
()

    
{

        
return
 
Value
.
ToString
();

    
}

}

```

Definition der Unit-Methode:
```
public
 
static
 
Maybe
<
T
>
 
ToMaybe
<
T
>
(
this
 
T
 
value
)

{

    
return
 
new
 
Something
<
T
>
(
value
);

}

```

Definition der Bind-Methode:
```
private
 
static
 
Maybe
<
B
>
 
Bind
<
A
,
 
B
>
(
this
 
Maybe
<
A
>
 
m
,
 
Func
<
A
,
 
Maybe
<
B
>>
 
f
)

{

    
var
 
some
 
=
 
m
 
as
 
Something
<
A
>
;

    
return
 
(
some
 
==
 
null
)
 
?
 
new
 
Nothing
<
B
>
()
 
:
 
f
(
some
.
Value
);

}

public
 
static
 
Maybe
<
B
>
 
SelectMany
<
A
,
 
B
>
(
this
 
Maybe
<
A
>
 
m
,
 
Func
<
A
,
 
Maybe
<
B
>>
 
f
)

{

    
return
 
Bind
<
A
,
 
B
>
(
m
,
 
f
);

}

public
 
static
 
Maybe
<
C
>
 
SelectMany
<
A
,
 
B
,
 
C
>
(
this
 
Maybe
<
A
>
 
m
,
 
Func
<
A
,
 
Maybe
<
B
>>
 
f
,
 
Func
<
A
,
 
B
,
 
C
>
 
select
)

{

    
return
 
m
.
Bind
(
x
 
=>
 
f
(
x
).
Bind
(
y
 
=>
 
select
(
x
,
y
).
ToMaybe
()));

}

```

Verwendung:
```
var
 
r
 
=
 
from
 
x
 
in
 
5.
ToMaybe
()
 
// Something<int>

        
from
 
y
 
in
 
new
 
Nothing
<
int
>
()

        
select
 
x
 
+
 
y
;

Console
.
WriteLine
(
r
);
 
// String.Empty

```

### Definieren eigener Operatoren
Operatoren in LINQ lassen sich erweitern, indem eine passende Erweiterungsmethode bereitgestellt wird. Hierbei können auch Standardoperatoren überschrieben werden.
Beispiel 1
Rückgabe von Personen, die zu einem bestimmten Datum Geburtstag haben.
```
public
 
static
 
class
 
PersonExtensions

{

   
public
 
static
 
IEnumerable
<
TPerson
>
 
FilterByBirthday
<
TPerson
>
(
this
 
IEnumerable
<
TPerson
>
 
persons
)
 
where
 
TPerson
 
:
 
Person

   
{

      
return
 
FilterByBirthday
(
persons
,
 
DateTime
.
Now
);

   
}

   
public
 
static
 
IEnumerable
<
TPerson
>
 
FilterByBirthday
<
TPerson
>
(
this
 
IEnumerable
<
TPerson
>
 
persons
,
 
DateTime
 
date
)
 
where
 
TPerson
 
:
 
Person

   
{

      
var
 
birthdayPersons
 
=
 
select
 
p
 
in
 
persons

                            
where
 
p
.
Birthday
.
Day
 
==
 
date
.
Day

                            
where
 
p
.
Birthday
.
Month
 
==
 
date
.
Month

                            
select
 
p
;

      
// return the list of persons

      
foreach
(
Person
 
p
 
in
 
birthdayPersons
)

         
yield
 
return
 
p
;

   
}

}

```

Aufrufen der neuen Erweiterungsmethode
```
personsToCongratulate
 
=
 
persons
.
FilterByBirthday
();

```

Beispiel 2
Definition einer Methode, welche die Menge der ältesten Personen einer Liste zurückliefert. Es soll zudem eine Delegate-Funktion angegeben werden können, um etwa verstorbene Personen auszufiltern.
```
public
 
static
 
class
 
PersonExtensions

{

   
public
 
static
 
IEnumerable
<
TPerson
>
 
Oldest
<
TPerson
>
(
this
 
IEnumerable
<
TPerson
>
 
source
,
 
Func
<
TPerson
,
 
Boolean
>
 
predicate
)
 
where
 
TPerson
 
:
 
Person

   
{

      
// filter Persons for criteria

      
var
 
persons
 
=
 
from
 
p
 
in
 
source

                    
where
 
predicate
(
p
)

                    
select
 
p
;

      
// determine the age of the oldest persons

      
int
 
oldestAge
 
=
 
(
from
 
p
 
in
 
persons

                       
orderby
 
p
.
Age
 
descending

                       
select
 
p
.
Age
).
First
();

      
// get the list of the oldest persons

      
var
 
oldestPersons
 
=
 
select
 
p
 
in
 
persons

                          
where
 
p
.
Age
 
==
 
youngestAge

                          
select
 
p
;

      
// return the list of oldest persons

      
foreach
 
(
Person
 
p
 
in
 
oldestPersons
)

         
yield
 
return
 
p
;

   
}

   
public
 
static
 
IEnumerable
<
TPerson
>
 
Oldest
(
this
 
IEnumerable
<
TPerson
>
 
source
)
 
where
 
TPerson
 
:
 
Person

   
{

      
return
 
Oldest
(
source
,
 
x
 
=>
 
true
);

   
}

}

```

Aufrufen der neuen Erweiterungsmethode
```
oldestLivingPersons
 
=
 
persons
.
Oldest
(
p
 
=>
 
p
.
Living
 
==
 
true
);

```

### Implementierung eigener LINQ-Provider
Das schreiben eigener LINQ-Provider bietet sich an, wenn ein Service aufgerufen werden soll, welches eine bestimmte Syntax (SQL, XML etc.) verlangt. Um dies zu ermöglichen muss das IQueryable-Interface implementiert werden. Über dieses Interface kann der LINQ-Ausdrucksbaum analysiert und in das passende Zielformat umgewandelt werden.

## Reactive Extensions
Die Reactive Extensions (kurz: Rx) sind eine Erweiterung von LINQ, welche auf IObservable<T> statt IEnumerable<T> arbeitet. Es handelt sich dabei um eine Implementierung des Beobachter-Entwurfsmusters.
| Operationsart gemäß dem CQS-Prinzip | Kommando (Command)                                    | Abfrage (Query) |
| ----------------------------------- | ----------------------------------------------------- | --- |
| Definition                          | hat Seiteneffekte                                     | liefert Daten zurück                                                                                               |
| Muster                              | Observer                                              | Iterator |
| Implementierung im .NET Framework   | Rx (IObservable)                                      | LINQ (IEnumerable)                                                                                                 |
| Muster                              | Pipes und Filter                                      | Map/Reduce |
| Asynchronität                       | Alle Kommandos können asynchron implementiert werden. | Ergebnisse werden mit Hilfe von - asynchronen Benachrichtigungen oder - Tokens für Status-Polling zurückgeliefert. |

Die Rx ermöglichen eine Ereignisgesteuerte Programmierung ohne Rückruffunktionen. Gelegentlich werden die Rx dabei als „LINQ to Events“ beschrieben.

## Beispiele

### LINQ to DataSet
Folgendes Beispiel zeigt die Abfrage einer Tabelle mit Linq. Vorausgesetzt wird eine bestehende Access-Datenbank unter dem Pfad: C:\database.mdb mit einer Tabelle Products, die die Felder ID, Name und EanCode enthält.
Die Tabelle wird als Klasse nachgebildet und mittels Attributen mit Metadaten versehen, die das Mapping auf die Datenbank beschreiben.
Dazu muss in der Projektmappe unter References ein Verweis auf die System.Data.Linq.Dll hinzugefügt werden.
```
    
using
 
System.Data.Linq.Mapping
;

    
[Table(Name = "Products")]

    
class
 
Product

    
{

        
[Column(Name = "id", IsPrimaryKey = true)]

        
public
 
int
 
ID
;

        
[Column(Name = "Name")]

        
public
 
string
 
Name
;

        
[Column(Name = "Ean")]

        
public
 
string
 
EanCode
;

    
}

```

Nun kann man die Tabelle abfragen. In folgendem Beispiel werden alle Produkte aufgelistet, deren Produktbezeichnung mit einem A beginnt. Die Produkte werden nach ihrer ID sortiert.
```
using
 
System.Configuration
;
  
// for ConfigurationManager

using
 
System.Data
;
           
// for all interface types

using
 
System.Data.Common
;
    
// for DbProviderFactories

class
 
Foo
()

{

   
public
 
static
 
void
 
Main
()
 
{

      
// get connection settings from app.config

      
var
 
cs
 
=
 
ConfigurationManager
.
ConnectionStrings
[
"MyConnectionString"
];

      
var
 
factory
 
=
 
DbProviderFactories
.
GetFactory
(
cs
.
ProviderName
);

      
using
(
IDbConnection
 
connection
 
=
 
new
 
factory
.
CreateConnection
(
cs
.
ConnectionString
))

      
{

         
connection
.
Open
();

         
DataContext
 
db
 
=
 
new
 
DataContext
(
connection
);

         
Table
<
Product
>
 
table
 
=
 
db
.
GetTable
<
Product
>
();

         
var
 
query
 
=
 
from
 
p
 
in
 
table

                     
where
 
p
.
Name
.
StartsWith
(
"A"
)

                     
orderby
 
p
.
ID

                     
select
 
p
;

         
foreach
 
(
var
 
p
 
in
 
query
)

            
Console
.
WriteLine
(
p
.
Name
);

      
}

   
}

}

```

Alternativ können auch sogenannte Erweiterungsmethoden mit Lambda-Ausdrücken verwendet werden. In solche werden LINQ-Abfragen auch vom Compiler übersetzt.
```
  
var
 
query
 
=
 
products

                
.
Where
(
p
 
=>
 
p
.
Name
.
StartsWith
(
"A"
))

                
.
OrderBy
(
p
 
=>
 
p
.
ID
);

  
foreach
 
(
var
 
product
 
in
 
query
)
 
{

      
Console
.
WriteLine
(
product
.
Name
);

  
}

```

Mit der Funktion Single kann ein einzelner Datensatz ermittelt werden. Folgendes Beispiel ermittelt den Datensatz mit der ID 1.
```
   
Console
.
WriteLine
(
products
.
Single
(
p
 
=>
 
p
.
ID
 
==
 
1
).
Name
);

```

Falls aber die Abfrage mehrere Datensätze ermittelt, wird eine InvalidOperationException geworfen.

### LINQ to XML
Nachstehend ein Beispiel das zeigt, wie LINQ verwendet werden kann, um Informationen aus einer XML-Datei auszulesen. Als XML-Datei dient folgende XML-Beispieldatei.
```
<?xml version="1.0"?>

<!-- purchase_order.xml -->

<PurchaseOrder
 
PurchaseOrderNumber=
"99503"
 
OrderDate=
"1999-10-20"
>

  
<Address
 
Type=
"Shipping"
>

    
<Name>
Ellen
 
Adams
</Name>

    
<Street>
123
 
Maple
 
Street
</Street>

    
<City>
Mill
 
Valley
</City>

    
<State>
CA
</State>

    
<Zip>
10999
</Zip>

    
<Country>
USA
</Country>

  
</Address>

  
<Address
 
Type=
"Billing"
>

    
<Name>
Tai
 
Yee
</Name>

    
<Street>
8
 
Oak
 
Avenue
</Street>

    
<City>
Old
 
Town
</City>

    
<State>
PA
</State>

    
<Zip>
95819
</Zip>

    
<Country>
USA
</Country>

  
</Address>

  
<DeliveryNotes>
Please
 
leave
 
packages
 
in
 
shed
 
by
 
driveway.
</DeliveryNotes>

  
<Items>

    
<Item
 
PartNumber=
"872-AA"
>

      
<ProductName>
Lawnmower
</ProductName>

      
<Quantity>
1
</Quantity>

      
<USPrice>
148.95
</USPrice>

      
<Comment>
Confirm
 
this
 
is
 
electric
</Comment>

    
</Item>

    
<Item
 
PartNumber=
"926-AA"
>

      
<ProductName>
Baby
 
Monitor
</ProductName>

      
<Quantity>
2
</Quantity>

      
<USPrice>
39.98
</USPrice>

      
<ShipDate>
1999-05-21
</ShipDate>

    
</Item>

  
</Items>

</PurchaseOrder>

```

Wollte man beispielsweise die Artikelnummern (PartNumber) aller Einträge vom Typ <Item> auslesen, könnte man folgenden C# Code verwenden.
```
XElement
 
purchaseOrder
 
=
 
XElement
.
Load
(
"purchase_order.xml"
);

IEnumerable
<
string
>
 
items
 
=

   
from
 
item
 
in
 
purchaseOrder
.
Descendants
(
"Item"
)

   
select
 
(
string
)
item
.
Attribute
(
"PartNumber"
);

foreach
 
(
var
 
item
 
in
 
items
)

{

   
Console
.
WriteLine
(
partNumbers
.
ElementAt
(
i
));

}

// Output:

// 872-AA

// 926-AA

```

Eine andere Möglichkeit, unter Zuhilfenahme einer bedingten Abfrage, wäre alle Artikel auszuwählen, deren Wert mehr als 100 Dollar beträgt. Zusätzlich könnte man das Resultat der Abfrage mittels orderby nach den Artikelnummern, sortieren.
```
XElement
 
purchaseOrder
 
=
 
XElement
.
Load
(
"purchase_order.xml"
);

IEnumerable
<
XElement
>
 
items
 
=

   
from
 
item
 
in
 
purchaseOrder
.
Descendants
(
"Item"
)

   
where
 
(
int
)
item
.
Element
(
"Quantity"
)
 
*
 
(
decimal
)
item
.
Element
(
"USPrice"
)
 
>
 
100

   
orderby
 
(
string
)
item
.
Element
(
"PartNumber"
)

   
select
 
item
;

foreach
(
var
 
item
 
in
 
items
)

{

   
Console
.
WriteLine
(
item
.
Attribute
(
"PartNumber"
).
Value
);

}

// Output:

// 872-AA

```

### LINQ mit Rx
Viele Erweiterungsmethoden von LINQ sind auch in Rx vorhanden. Im folgenden Beispiel wird eine Filterung mit Hilfe der Where()-Klausel durchgeführt:
```
using
 
System
;

using
 
System.Reactive.Subjects
;

using
 
System.Reactive.Linq
;

class
 
Program

{

    
// Helper functions

    
private
 
static
 
Func
<
int
,
bool
>
 
isEven
 
=
 
n
 
=>
 
n
%
2
 
==
 
0
;

    
private
 
static
 
Func
<
int
,
bool
>
 
isOdd
 
=
 
n
 
=>
 
!
isEven
(
n
);

    
private
 
static
 
Func
<
int
,
bool
>
 
isDivisibleBy5
 
=
 
n
 
=>
 
n
%
5
 
==
 
0
;

    
static
 
void
 
Main
()

    
{

        
var
 
subject
 
=
 
new
 
Subject
<
int
>
();

        
using
(
subject
.
Where
(
isEven
).
Where
(
isDivisibleBy5
).
Subscribe
(
_
 
=>
 
Console
.
WriteLine
(
"FizzBuzz"
)))

        
using
(
subject
.
Where
(
isEven
).
Where
(
!
isDivisibleBy5
).
Subscribe
(
_
 
=>
 
Console
.
WriteLine
(
"Fizz"
)))

        
using
(
subject
.
Where
(
isOdd
).
Where
(
isDivisibleBy5
).
Subscribe
(
_
 
=>
 
Console
.
WriteLine
(
"Buzz"
)))

        
using
(
subject
.
Where
(
isOdd
).
Where
(
!
isDivisibleBy5
).
Subscribe
(
Console
.
WriteLine
))

        
{

            
Observable
.
Range
(
1
,
 
100
).
Subscribe
(
subject
.
OnNext
);

        
}

    
}

}

```

Die Erweiterungsmethoden von Rx sind zwar auf eine andere Monade definiert (IObservable<T> statt IEnumerable<T>), da die Bezeichnung der Erweiterungsmethoden jedoch identisch ist, kann auch die Comprehension Syntax von LINQ eingesetzt werden. Eine weitere Möglichkeit ist daher:
```
using
 
System
;

using
 
System.Text
;

using
 
System.Reactive.Linq
;

class
 
Program

{

    
static
 
string
 
IntToFizzBuzz
(
int
 
n
)

    
{

        
return
 
new
 
StringBuilder
(
8
)

            
.
Append
((
n
 
%
 
2
 
==
 
0
)
 
?
 
"Fizz"
 
:
 
string
.
Empty
)

            
.
Append
((
n
 
%
 
5
 
==
 
0
)
?
 
"Buzz"
 
:
 
string
.
Empty
)

            
.
Append
((
n
 
%
 
2
 
!=
 
0
 
&&
 
n
 
%
 
5
 
!=
 
0
)
?
 
n
.
ToString
()
 
:
 
string
.
Empty
)

            
.
ToString
();

    
}

    
static
 
void
 
Main
(
string
[]
 
args
)

    
{

        
var
 
numbers
 
=
 
Observable
.
Range
(
1
,
 
100
);

        
var
 
fizzBuzz
 
=
 
from
 
n
 
in
 
numbers
 
select
 
IntToFizzBuzz
(
n
);

        
fizzBuzz
.
Subscribe
(
Console
.
WriteLine
);

    
}

}

```

## LINQ in anderen Programmiersprachen
F#
- Query Expressions (F#). In: MSDN. Microsoft, abgerufen am 18. Mai 2014 (englisch, LINQ-Variante in F#).

JavaScript, TypeScript
- Breeze.js. Abgerufen am 18. Mai 2014 (englisch, Abfragen im LINQ-Stil für den HTML5 Web Storage).
- linq.js. In: CodePlex. Abgerufen am 3. April 2013 (englisch, LINQ für JavaScript).
- JSINQ. In: CodePlex. Abgerufen am 3. April 2013 (englisch, LINQ to Objects für JavaScript).

Java
- Java Streams API[20]
- Quaere. Codehaus Foundation, abgerufen am 3. April 2013 (englisch).
- JaQue – JAva integrated QUEry library. In: Google Code. Abgerufen am 3. April 2013 (englisch, LINQ to Objects; kompatibel mit Java 7 Closures).
- jOOQ – Java Object Oriented Querying. Abgerufen am 3. April 2013 (englisch, LINQ to SQL).
- Query DSL. Abgerufen am 3. April 2013 (englisch, unterstützt JPA, JDO und SQL).
- Jinq[21]

PHP
- phinq. In: GitHub. Abgerufen am 5. Oktober 2020 (englisch, LINQ für PHP).
- PHPLinq. In: GitHub. Abgerufen am 5. Oktober 2020 (englisch, LINQ für PHP).
- YaLinqo. In: GitHub. Abgerufen am 5. Oktober 2020 (englisch, Yet Another LINQ to Objects for PHP).

Python
- asq. In: Google Code. Abgerufen am 3. April 2013 (englisch, Python Implementierung für LINQ to Objects und Parallel LINQ to Objects).